# خط ال (متروی لس آنجلس)
خط ال (انگلیسی: L Line) یا خط طلایی یکی از خطوط متروی لس آنجلس بود که در سال ۲۰۰۳ تأسیس و در سال ۲۰۲۳ بسته شد.
این خط که دارای ۲۷ ایستگاه و ۵۰ کیلومتر طول بود از ایستگاه آتلانتیک شروع و در ایستگاه ای‌پی‌یو/سیتروس کالج به پایان می‌رسید.

## نگارخانه

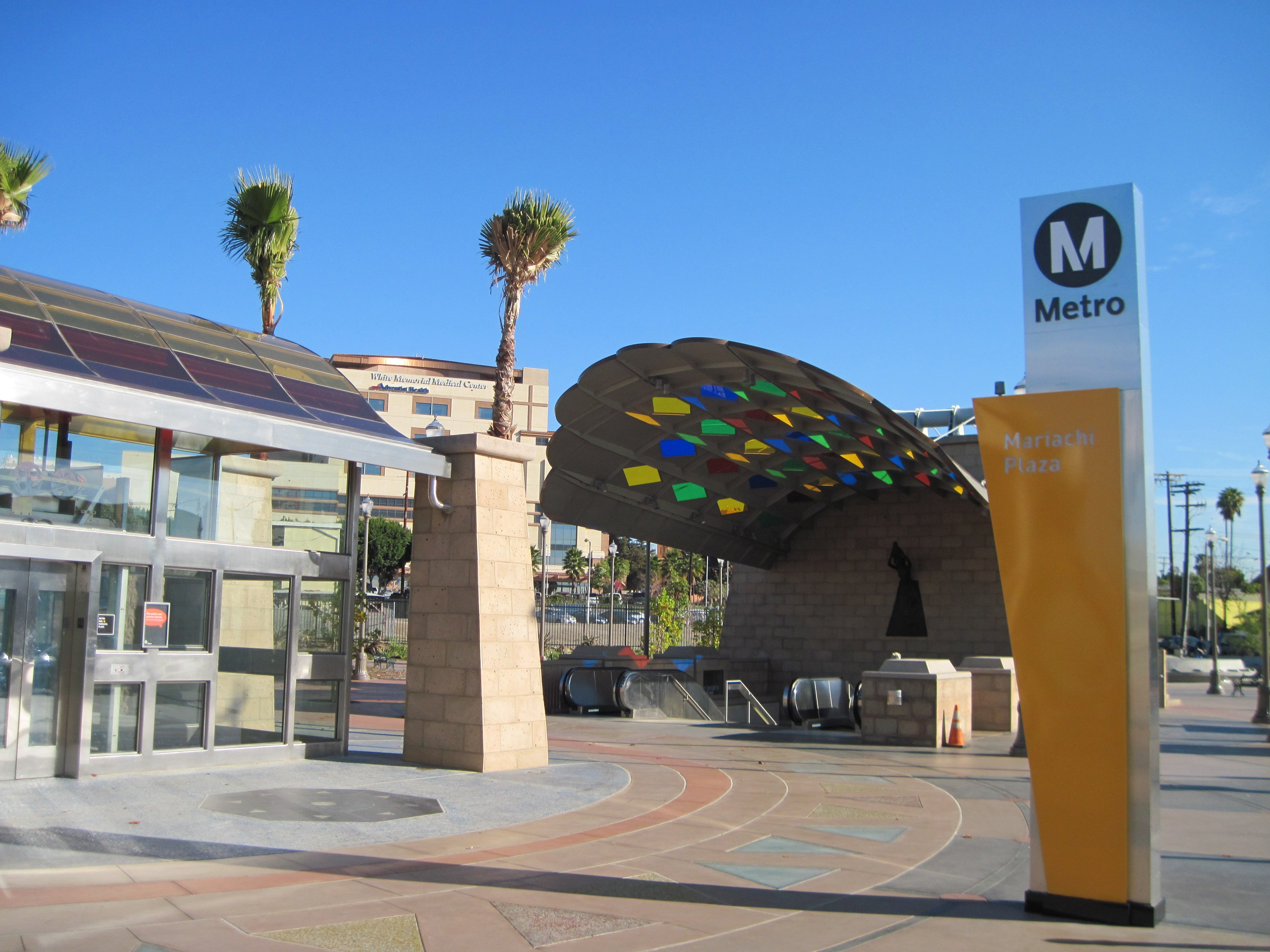
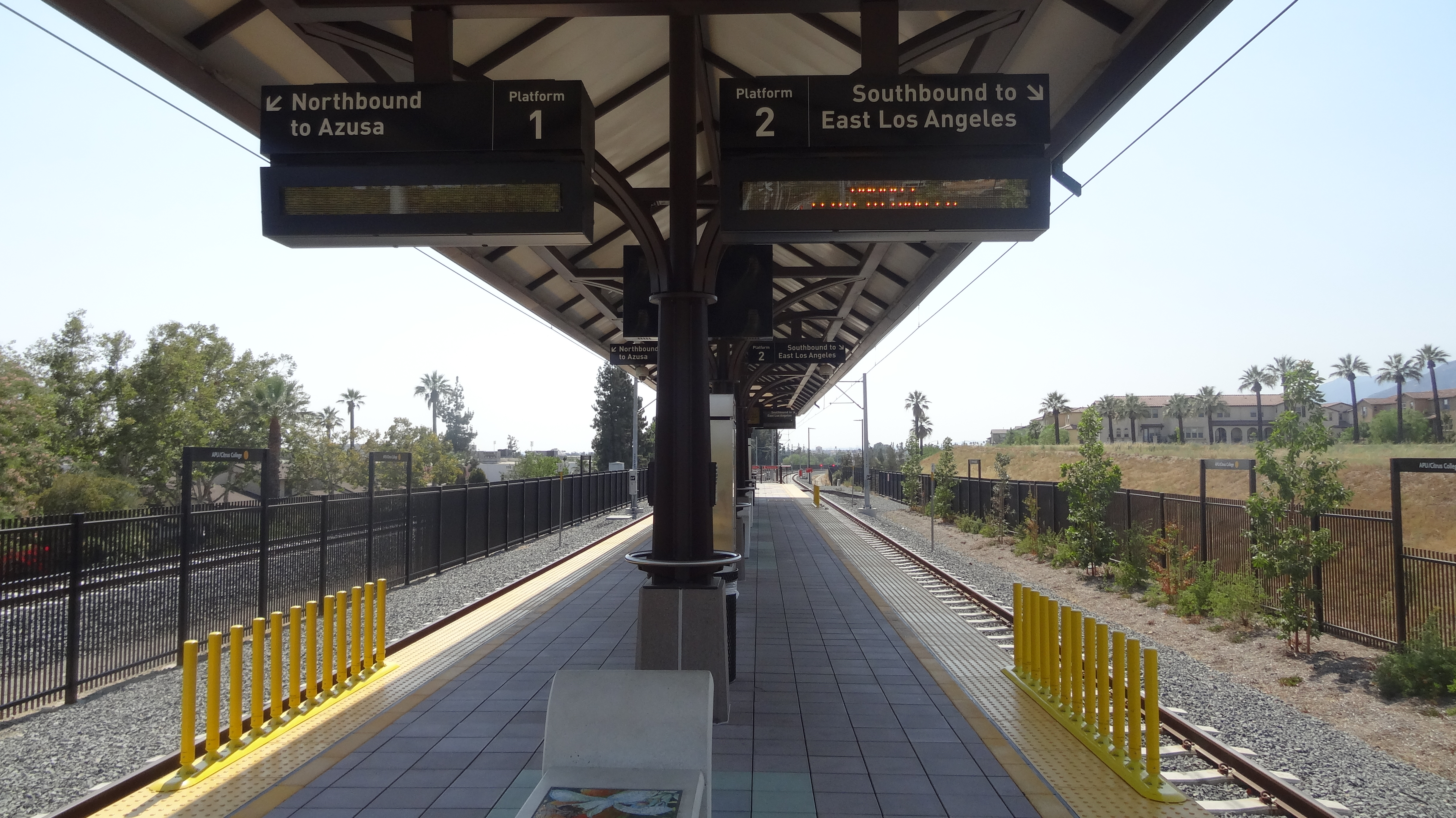
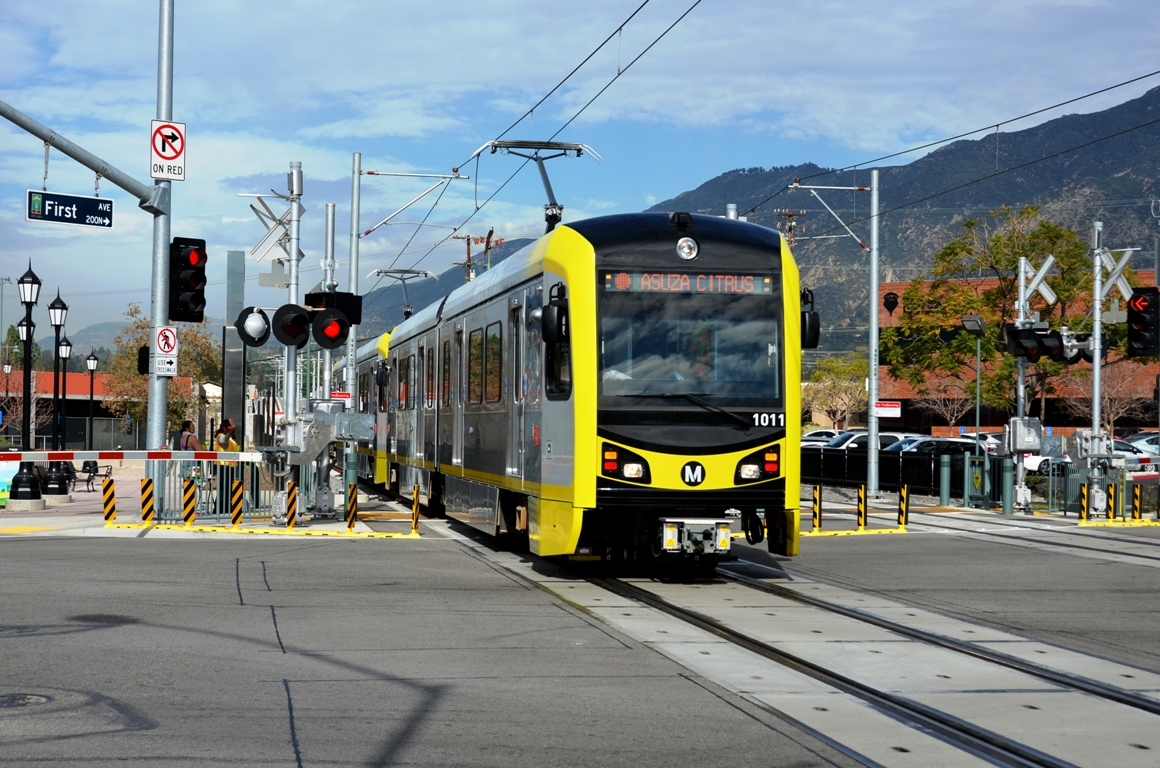
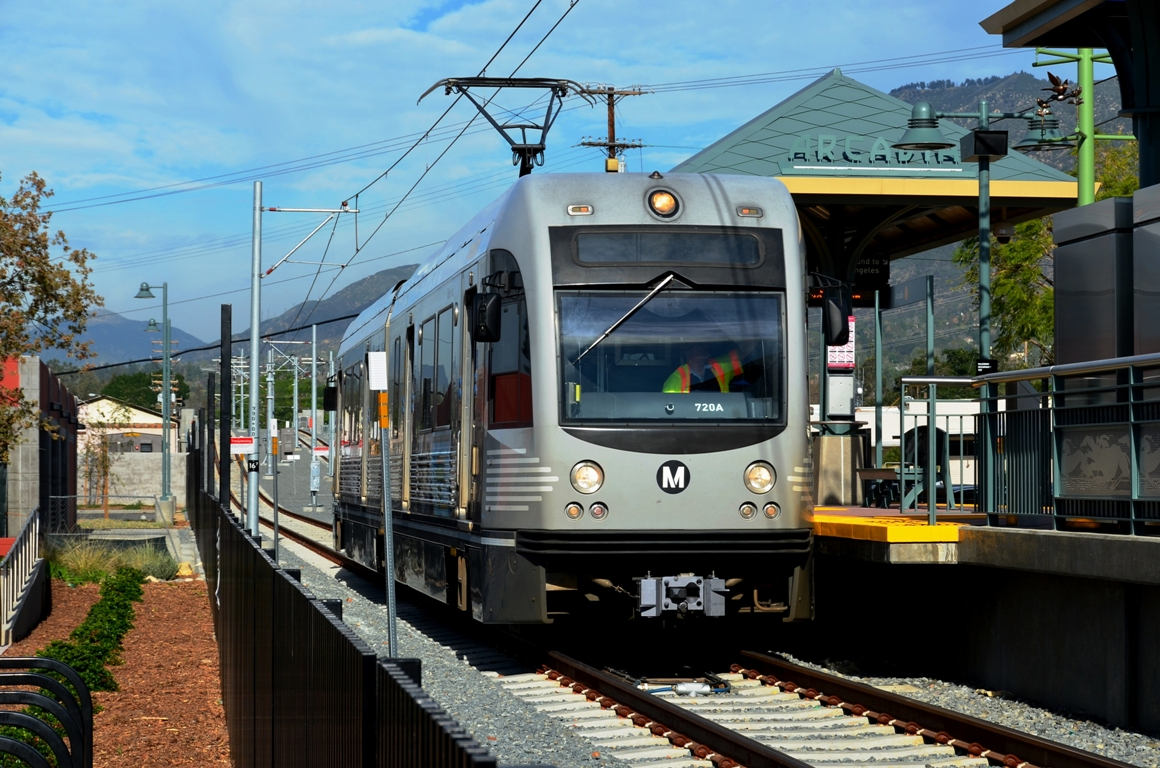